# Никита Орифа
Никита Орифа або Ооріфа (грец. Νικήτας ὁ Ὀρύφας або Ὠορυφᾶς; д/н — після 873) — військовий діяч Візантійської імперії.

## Життєпис
Походив з родини спадкових військовиків. Ймовірно, був сином або онуком Орифи (ім'я невідоме), що у 829—842 роках обіймав посаду друнгарія. Про початок та обставини кар'єри нічого невідомо. Розпочав її за часів Аморейської династії, до якої був наближений. У 853 році командував одним з військових суден під час нападу візантійського флоту на Дамієту в Єгипті.
860 року призначається епархом Константинополя. Того ж року очолив оборону міста під час нападу русів на чолі із Київським князем Аскольдом. Водночас відправив посланця до імператора Михайла III, який воював у Малій Азії з арабами, по допомогу. Зрештою вдалося змусити нападників відступити. За часів фактичного правління Барди був усунутий від вищих посад.
Ймовірно, 866 року брав участь у зборах в Мілеті, де флот готувався для нападу на Критський емірат. 867 року висловив невдоволення сходженням на трон Василя Македонянина, але того ж року призначається друнгарієм флоту (droungarios tou ploimou). На чолі 100 військових суден змусив арабський флот Аглабідів відступити від Дубровника, який 15 місяців перебував в облозі. Після чого відновив фладу Візантії на узбережжі Далмації.
У 869 році на чолі візантійського флоту блокував з моря місто Барі, яким на той час володіли араби. В свою чергу з суходолу облогу здійснював король Італії Людовик II. Втім посварився з останнім щодо розподілу володінь та захоплених грошей та майна. Тому Орифа не допоміг королю в захопленні Тарента. В результаті той відступив. Згодом Орифа допомагав у повстаннях та змовах проти Людовика II на півдні Італії, де знову частково зміцнилася Візантія.
У 873 році спочатку переміг флот Критського емірату в затоці Сарос (біля Кардії), а потім, перетягнувши судна перешийком, атакував арабів у Коринфській затоці, завдавши важкої поразки ворогові, який перед тим сплюндрував острови в Іонічному морі. Слідом за цим відвоював більшість островів в Егейському морі. Ймовірно, очолював військовий похід проти Кіпру. Висловлюється думка, що у 875 році сприяв захопленню візантійцями міста Барі. У 879 або 880 році його змінив на посаді Насар. Подальша доля невідома.